# Codex Angelicus
Codex Angelicus designado por Lap ou 020 (Gregory-Aland), α 5 (von Soden), é um manuscrito uncial grego do Novo Testamento. A paleografia tem datado ele para o século 9. Outrora era conhecido como Codex Passionei.

## Leitua recomendada
- Bernard de Montfaucon, „Palaeographia Graeca", (Paris, 1708).
- G. Mucchio, "Studi italiani di filologia classica" 4, Index Codicum Bibliothecae no. 39 (Florence, 1896), pp. 7–184.